# USS Register (APD-92)
USS Register (APD-92) là một tàu vận chuyển cao tốc lớp Crosley, nguyên được cải biến từ chiếc DE-233, một tàu hộ tống khu trục lớp Rudderow, và đã phục vụ cùng Hải quân Hoa Kỳ trong Chiến tranh Thế giới thứ hai. Nó là chiếc tàu chiến duy nhất của Hải quân Hoa Kỳ được đặt cái tên này, theo tên Thiếu tá Hải quân Paul James Register (1899-1941), người từng phục vụ cùng thiết giáp hạm USS Arizona và đã tử trận vào ngày 7 tháng 12, 1941 trong cuộc Tấn công Trân Châu Cảng. Nó đã phục vụ cho đến khi chiến tranh kết thúc, xuất biên chế năm 1946, rồi được được chuyển cho Đài Loan năm 1966 và tiếp tục phục vụ cùng Hải quân Trung Hoa dân quốc như là chiếc ROCS Tai Shan (DE-38) (泰山-Thái Sơn) cho đến năm 1996. Con tàu cuối cùng bị đánh chìm như một dãi san hô nhân tạo. Register được tặng thưởng một Ngôi sao Chiến trận do thành tích phục vụ trong Thế Chiến II.

## Thiết kế và chế tạo
Thiết kế của lớp Crosley dựa trên việc cải biến lớp tàu hộ tống khu trục Rudderow. Cấu trúc thượng tầng con tàu được mở rộng, đồng thời tháo dỡ bớt vũ khí trang bị để lấy chỗ bố trí nơi nghỉ cho 162 binh lính được vận chuyển cùng khoảng 40 tấn trang bị. Hệ thống động lực tương tự như với các lớp Buckley và Rudderow; là kiểu động cơ turbine-điện General Electric, cung cấp điện năng cho mô-tơ điện để dẫn động hai trục chân vịt.
Dàn vũ khí được giữ lại bao gồm một khẩu pháo 5 inch (130 mm)/38 cal bố trí một phía trước mũi; ba khẩu đội pháo phòng không Bofors 40 mm nòng đôi và sáu pháo phòng không Oerlikon 20 mm; vũ khí chống ngầm gồm hai đường ray Mk. 9 để thả mìn sâu. Thủy thủ đoàn đầy đủ bao gồm 15 sĩ quan và 168 thủy thủ; và con tàu được bố trí tiện nghi để vận chuyển 12 sĩ quan cùng 150 binh lính đổ bộ.
Cái tên Register nguyên dự định đặt cho chiếc DE-308, một tàu hộ tống khu trục lớp Evarts, nhưng sau đổi tên thành Creamer, kế hoạch chế tạo cuối cùng bị hủy bỏ. DE-233 được đặt lườn tại Xưởng hải quân Charleston ở Charleston, South Carolinavào ngày 27 tháng 10, 1943. Nó được hạ thủy vào ngày 20 tháng 1, 1944, được đỡ đầu bởi bà Ethel L. Register, vợ góa của Thiếu tá Register. Đang khi được hoàn thiện, con tàu được xếp lại lớp như một tàu vận chuyển cao tốc vào ngày 17 tháng 7, 1944, mang ký hiệu lườn mới APD-92, và nhập biên chế cùng Hải quân Hoa Kỳ vào ngày 11 tháng 1, 1945 dưới quyền chỉ huy của Hạm trưởng, Trung tá Hải quân James R. Cain, Jr.

## Lịch sử hoạt động

### USSRegister
Sau khi hoàn tất việc chạy thử máy huấn luyện tại khu vực Tây Ấn, Register chuẩn bị để được điều sang khu vực Mặt trận Thái Bình Dương. Nó rời vùng bờ Đông vào ngày 11 tháng 3, 1945 để hướng sang vùng kênh đào Panama, và đi đến San Diego, California vào ngày 26 tháng 3. Nó tiếp tục hành trình đi sang khu vực quần đảo Hawaii, đi đến Trân Châu Cảng vào ngày 3 tháng 4. Con tàu huấn luyện phối hợp với các Đội phá hoại dưới nước (UDT: Underwater Demolition Team) cho đến khi khởi hành vào ngày 27 tháng 4, cùng khoảng 100 hành khách hướng sang đảo san hô Ulithi. Sau khi đến nơi vào ngày 13 tháng 5, nó hộ tống một đoàn tàu vận tải đi sang Okinawa vào ngày 15 tháng 5 nhằm hỗ trợ cho Chiến dịch Okinawa.
Thả neo tại bãi Hagushi, Okinawa vào ngày 19 tháng 5, Register lên đường vào ngày hôm sau để đi đến trạm canh phòng Baker-13. Đến 19 giờ 25 phút, một tốp mười máy bay tiêm kích Mistbishi A6M Zero được phát hiện đang tiếp cận từ hướng Tây. Con tàu tăng tốc và lập tức đổi hướng, nhưng đội hình đối phương được tách ra, và bốn máy bay Kamikaze hướng đến chiếc tàu vận chuyển cao tốc, gồm hai chiếc tiếp cận bên mạn phải, một chiếc trước mũi và một chiếc phía đuôi tàu. Hỏa lực phòng không của Register đã bắn rơi hai kẻ tấn công, gồm một chiếc bên mạn phải và chiếc áp sát phía đuôi; tuy nhiên chiếc Kamikaze phía mũi tàu đã bổ nhào hướng đến cầu tàu. Bị chệch hướng ở những giây sau cùng, chiếc máy bay tự sát đâm trúng khẩu đội Bofors 40 mm số 3 cạnh cầu tàu, khiến 12 thành viên thủy thủ đoàn của Register bị thương trong đó có hạm trưởng, và gây hư hại đáng kể cho lườn tàu. Chiếc máy bay thứ tư, cho dù bị hỏa lực phòng không bắn trúng, đã bay thoát.
Được thay phiên vào sáng ngày hôm sau 21 tháng 5, Register rút lui về Hagushi để được sửa chữa tạm thời, rồi lên đường đi ngang qua Saipan thuộc quần đảo Mariana để đến Leyte, Philippines, nơi nó được sửa chữa triệt để. Sau khi công việc hoàn tất vào ngày 29 tháng 6, nó hộ tống một đoàn 20 tàu đổ bộ LST hướng sang Okinawa, rồi gia nhập một đoàn chín tàu buôn đi sang Ulithi trước khi quay trở lại Leyte vào ngày 16 tháng 7. Đến cuối tháng 7, nó tháp tùng để bảo vệ cho hai tàu sân bay hộ tống đi sang Ulithi, và trên đường quay trở về Leyte đã tham gia vào việc tìm kiếm những người sống sót từ tàu tuần dương hạng nặng Indianapolis (CA-35), vốn bị đắm do trúng ngư lôi từ tàu ngầm đối phương. Nó vớt được 12 người sống sót và đưa họ đến một bệnh viện tại Peleliu vào ngày 4 tháng 8, trước khi quay trở lại tiếp tục việc tìm kiếm; tuy nhiên nó chỉ tìm thấy những bè cứu sinh trống rỗng.
Khi Nhật Bản chấp nhận đầu hàng vào ngày 15 tháng 8, giúp chấm dứt vĩnh viễn cuộc xung đột, Register đang ở lại Leyte. Nó hộ tống Đội đặc nhiệm 95.7 bao gồm các thiết giáp hạm và tàu tuần dương đi sang Okinawa từ ngày 20 đến ngày 26 tháng 8, rồi quay trở lại Philippines trong tháng 9. Sang tháng 10, nó hộ tống các tàu vận tải vận chuyển lực lượng chiếm đóng đi sang Nhật Bản, và sau đó phục vụ như tàu kiểm soát cảng tại Wakayama. Đến cuối tháng 10, nó chuyển đến Nagoya và đón lên tàu nhân sự thuộc Lục quân và Hải quân để vận chuyển về Hoa Kỳ. Sau chặng dừng tại Trân Châu Cảng vào ngày 15 tháng 11, nó tiếp tục hành trình đi về vùng bờ Tây, rồi băng qua kênh đào Panama và về đến Philadelphia, Pennsylvania vào ngày 11 tháng 12, nơi con tàu được chuẩn bị để ngừng hoạt động.
Rời Philadelphia vào tháng 1, 1946, Register đi đến Green Cove Springs, Florida vào ngày 18 tháng 1, nơi nó được cho xuất biên chế vào ngày 31 tháng 3, 1946 và đưa về Hạm đội Dự bị Đại Tây Dương. Con tàu sau đó được kéo đến Orange, Texas, nhưng tiếp tục bị bỏ không trong thành phần dự bị, cho đến khi được rút tên khỏi danh sách Đăng bạ Hải quân vào ngày 1 tháng 9, 1966.

### ROCSTai Shan(PF-38)
Vào ngày 22 tháng 10, 1966, Register được chuyển giao cho Trung Hoa Dân Quốc và phục vụ cùng Hải quân Trung Hoa Dân Quốc như là tàu frigate ROCS Tai Shan (DE-38) (泰山-Thái Sơn). Đài Loan chính thức sở hữu con tàu vào ngày 21 tháng 1, 1967, và nó được nâng cấp với một dàn bốn ống phóng tên lửa đất đối không RIM-72C Sea Chaparral, phiên bản trên hạm của kiểu tên lửa MIM-72 Chaparral. Ký hiệu lườn của nó lần lượt thay đổi thành PF-38, rồi PF-878 và PF-838 cho đến khi con tàu bị đánh chìm như một dải san hô nhân tạo vào ngày 1 tháng 10, 1996.

## Phần thưởng
Register được tặng thưởng một Ngôi sao Chiến trận do thành tích phục vụ trong Thế Chiến II.
|  |  | Bronze star |
|  |  |             |

| Dãi băng Hoạt động Tác chiến (truy tặng) | Huân chương Chiến dịch Hoa Kỳ           | Huân chương Chiến dịch Châu Á-Thái Bình Dương với 1 Ngôi sao Chiến trận |
| Huân chương Chiến thắng Thế Chiến II     | Huân chương Phục vụ Chiếm đóng Hải quân | Huân chương Giải phóng Philippine (Philippine)                          |